# Favila
Favila (ook Favilac of Fáfila) (?-739) was als opvolger van zijn vader Don Pelayo heerser van Asturië.
Favila regeerde van 737 tot 739 en stierf volgens de legende door een confrontatie met een beer. Dit lijkt wat ongeloofwaardig, aangezien ook verhaald wordt dat zijn vader hetzelfde lot zou hebben ondergaan. Waarschijnlijker is dat hij omgebracht werd, aangezien zijn dood de weg vrijmaakte voor een nieuwe heerser, de hertog van Cantabrië, Alfons I. Deze was getrouwd met Ermesinda, de zus van Favila.
Favila werd begraven door zijn vrouw Froiliuba in Cangas de Onís, de toenmalige hoofdstad van Asturië.